# 穆甯中
穆甯中（1520年—？），字允執，號平津，府軍前衛官籍，直隸永平府撫寧縣人，明朝政治人物。

## 生平
嘉靖二十八年（1549年）己酉科順天鄉試第八十四名舉人，三十二年（1553年）中式癸丑科會試第二百七十二名，三甲第一百四十六名進士。工部觀政，授三原縣知縣，升戶部主事。

## 家族
曾祖穆聚；祖父穆清；父穆謙。前母郭氏、石氏；母劉氏；繼母趙氏。弟穆恕。